# Starodębie (Bisztynek)
Starodębie (deutsch Lackmedier Wald) war ein Ort in der polnischen Woiwodschaft Ermland-Masuren. Seine Ortsstelle liegt im Gebiet der Gmina Bisztynek (Stadt- und Landgemeinde Bischofstein) im Powiat Bartoszycki (Kreis Bartenstein).

## Geographische Lage
Die Ortsstelle Starodębies liegt in der nördlichen Mitte der Woiwodschaft Ermland-Masuren, 14 Kilometer westlich der früheren  Kreisstadt Rößel (polnisch Reszel) bzw. 26 Kilometer südöstlich der heutigen Kreismetropole Bartoszyce (deutsch Bartenstein).

## Geschichte
Die kleine vor 1785 Lackmühl und nach 1785 Lackmedie genannte Försterei mit einem weitflächigen Schützenplatz war bis 1945 ein Ort innerhalb der Stadt Bischofstein (polnisch Bisztynek) im ostpreußischen Kreis Rößel. Im Jahre 1785 gehörten zu ihr zwei Waldwärterhäuser im damaligen Reismühl (heute polnisch Ryński Młyn) und in Plößen (Pleśno) mit zwei Feuerstellen. Im Jahre 1885 zählte die kleine Siedlung vier, im Jahre 1905 noch drei Einwohner.
Mit der Abtretung des gesamten südlichen Ostpreußen an Polen im Jahre 1945 erhielt Lackmedier Wald die polnische Namensform „Starodębie“. Der Name ist über die Jahrzehnte hin gänzlich verschwunden und der Ort existiert als solcher nicht mehr. Vielleicht hat seine „forstlichen Aufgaben“ dann die Leśniczówka Kamieniec übernommen, die südwestlich der Ortsstelle angesiedelt war, deren Existenz aber heute auch nicht mehr besteht. Die Ortsstelle des einstigen Forsthauses Lackmedier Wald liegt innerhalb der Stadt- und Landgemeinde Bisztynek (Bischofstein) im Powiat Bartoszycki (Kreis Bartenstein) der Woiwodschaft Ermland-Masuren.

## Kirche
Bis 1945 war Lackmedier Wald in die evangelische Kirche Bischofstein in der Kirchenprovinz Ostpreußen der Kirche der Altpreußischen Union als auch in die römisch-katholische St.-Matthias-Kirche der Stadt im damaligen Bistum Ermland eingepfarrt.

## Verkehr
Die verwaiste Ortsstelle des Forsthauses Lackmedier Wald und auch die von Leśniczówka Kamieniec ist über einen Abzweig von der Woiwodschaftsstraße 594 zwischen Bisztynek (Bischofstein) und Troksy (Truchsen) in nördlicher Richtung zu erreichen.